# Марсело Ребело де Соза
Марсело Нуно Дуарте Ребело де Соза (Лисабон, 12. децембар 1948) је португалски политичар, академик и новинар који је од 20. марта 2016. 20. и актуелни председник Португалије. Бивши члан Социјалдемократске партије, Ребелу ди Соза, обављао је дужности министра у влади, парламентарца у Скупштини Португалске Републике, правног научника, новинара, политичког аналитичара, професора права и стручњака за радно право, чиме је стекао признање широм земље пре свог избора за председника.

## Детињство и младост
Рођен је у Лисабону као најстарији је син Балтазара Ребелу де Созе (1921–2001) и његове супруге Марије дас Невес Фернандес Дуарте (1921–2003). Он је изјавио да је његова мајка имала јеврејско порекло. Име је добио по свом куму Марселу Каитаноу, последњем премијеру режима Естадо Ново .
Ребелу ди Соза је професор и публициста специјализован за уставно право и управно право, докторирао је на Лисабонском универзитету, где је и предавао право .

## Партијска политика и медијска каријера
Ребелу ди Соза је каријеру започео током Естадо Ново-а као адвокат, а касније и као новинар . Придружио се Народној демократској странци и постао посланик у Скупштини Републике . За то време помагао је у изради устава Португала 1976. Касније се придружио бившем министру и премијеру Франциску Пинту Балсемаоу . Заједно са њим био је суоснивач, директор и администратор листа Експресо, чији је власник Пинто Балсемао. Он је такође био оснивач о СЕДЕС-а и оснивач и председник  управе Савета дневних новина, Семанарио. Започео је каријеру као политички аналитичар и коментатор на ТСФ радију са својом емесијом, Испити, у којој је главним политичким играчима давао оцене (од 0 до 20).
Године 1989. кандидовао се за начелника општинске Коморе Лисабона (градоначелник Лисабона), али је изгубио од Жоржеа Сампаја, иако је освојио место градског одборника. У тој кампањи уронио је у воде реке Тахо да би доказао да није загађена упркос тврдњама о супротном.

### Председник СДП-а, 1996–1999
Ребелу ди Соза је био лидер Социјалдемократске партије од 31. марта 1996. до 27. маја 1999. (неколико недеља пре свог избора за лидера странке, изјавио је да неће бити кандидат за лидерство, „чак ни ако би Христ сишао на Земљу “). С Народном странком је 1998. створио коалицију десног центра, Демократски савез . Постао је потпредседник Европске народне партије – европских демократа. Коалиција није пријала великом броју чланова његове сопствене странке, због улоге коју је лидер Народне странке Пауло Портас имао у рушењу владе Кавака Силве, док је био директор недељника O Independente.
Ребелу ди Соза је поднео оставку након што је Портас у ТВ интервјуу описао приватни разговор који је имао у вези с тим питањем. Портас је тврдио да је Марселу, као анонимни извор O Independente-а, детаљно описао вечеру на којој није био присутан, све до менија (који је укључивао вичисоасе, хладну супу); када је Пауло Портас касније одустао од одлуке коалиције успостављене између њихових странака - која је донета пре те вечере - израз "вичисоасе" постао је референца на ту "освету која сервирана хладна". Због ових и других недоследности, Мануел Марија Кариљо га је назвао политичким желатином. Говор, у којем је осудио португалску навику да очекује Месију и Дом Себастијана, није био добро прихваћен. Неуспех коалиције довео је до његове јавне и телевизијске пропасти.

### Нова вођства
На следећим локалним изборима постао је и председник Скупштине општине Каскаис и председник Скупштине општине Селорико де Басто .
Имао је недељни програм политичке анализе сваке недеље на јавној ТВ станици РТП, након што је претходно имао сличан програм на приватној ТВ станици ТВИ, где је представљен као "најпаметнији и најуверљивији политички аналитичар тренутног времена". Његови коментари покривали су све, од политике до спорта, укључујући и његове познате презентације и коментаре на најновије објављене књиге, а понекад су и били контроверзни, а неки од њих су се сматрали личним и политичким нападима.
У својој анализи, још увек на ТВИ-ју, често је нападао Педра Сантана Лопеза, оптужујући га да је "трубадур, ћудљив и уљудан" и да "нема профил да буде председник републике. Тај анимозитет остао је све док Сантана Лопез није постао премијер, а посебан коментар његовог учинка завршио је изјавом да је "гори од најгорег Гутереса " и да "чини да Гутерес изгледа боље и гура га у Белем", што доводи до одговор портпаролке владе Сантана Лопеза, Руи Гомез да Силве, која га је оптужила за "ненамерну кризу". Председник мреже Мигуел Паис до Амарал тражио је на приватној вечери да Марселу буде умеренији у својим нападима, што је Марселу схватио као облик цензуре, што је довело до његовог изласка из програма и одласка са овог канала. Након те епизоде њега је ангажовао РТП.
Делимично услед ових догађаја председник Жорже Сампајо распустио је Скупштину Републике, потез који је такође значио разрешење Владе у време када је имала стабилну коалициону већину и расписивање очекиваних избора, који су довели до пораза Сантане Лопеза и избор социјалистичке владе под Жозеом Сократесом. 
Године 2010. напустио је РТП и вратио се на ТВИ да ради исти програм као и раније.
Он је постао члан Савета државе. Заклетву је положио пред председником Каваком Силвом 6. априла 2006.
Био је водећа личност на страни рађања на референдуму о абортусу 2007. године. Чак је основао и веб страницу под називом „Assim Não“ ("Није тако"), која је објављена уз познати уводни видео. Постао је толико познат да га је у Saturday Night Live-fashion-у пародирала позната хумористичка група Гато Федоренто.

## Председник Португалије, 2016 - данас
Дана 24. јануара 2016. Ребелу ди Соза изабран је за председника Португалије у првом кругу гласања. Био је независан кандидат фокусиран на умереност и међустраначки консензус. Током своје предизборне кампање обећао је да ће поправити политичке поделе и тешкоће наплате помоћи Португалије од 2011. до 2014. године. За разлику од свог претходника Анибала Кавака Силве, он никада раније није био на највишем положају у држави.
Након историјског споразума са Португалском Републиком 2015. године, његово височанство Ага Кан IV званично је 11. јула 2018. године смештен у просторије у Улици Маркуса де Фронтеира у Лисабону - Палата Енрике де Мендонса - седиште исмаилијског имамата, и прогласио кабинет познат као "Диван исмаилијског имамата". Марселу Ребелу ди Соза такође је понудио португалско држављанство Ага Кану.
У марту 2020. године, Ребелу ди Соза затражио је од парламента да одобри ванредно стање како би се обуздала пандемија КОВИД-19; ово је први пут да је земља прогласила ванредно стање у целој земљи за 46 година своје демократске историје.

### Државне посете
Марселу Ребелу ди Соза као председник Португалије је посетио Ватикан, Шпанију, Мозамбик, Мароко, Бразил, Швајцарску, Кубу, Велику Британију и Северну Ирску, Грчку, Сједињене Америчке Државе и Анголу. Прва посета је била посета Ватикану и сусрет са папом Фрањом и државним секретаром кардиналом Пјетром Паролином . 2019. године придружио се председнику Еммануелу Макрону на традиционалној војној паради поводом Дана Бастиље у Паризу, којом је те године одата почаст европској војној сарадњи и Европској иницијативи за интервенције.

### Здравље
Дана 28. децембра 2017. Марселу Ребелу ди Соза је примљен у болницу Кури Кабрал, у Лисабону, где је био подвргнут операцији пупчане киле. Поступак је извео Едуардо Барозо, ветеран хирург, који је такође стари пријатељ председника још од раног детињства. Након операције, Барозо је обавестио новинаре да је све прошло добро и да се за Марселово стање зна најмање шест година, такође поменувши да је операција у почетку требала да буде 4. јануара 2018. године. Међутим, ујутро 28. децембра, председник је осетио болове у трбуху, а преглед његовог службеног лекара Данијела Матоса открио је да је кила затворена и да је потребна хитна операција. Дана 29. децембра на службеној веб страници Председништва објављен је клинички извештај, у коме се обавештава да је Марселу ведрог духа и да се добро опоравља. Марселу Ребелу ди Соза отпуштен је из болнице 31. децембра у 12:45, а просторије је напустио на сопственим стопалима, док су га поздравили и аплаудирали му болничко особље и други пацијенти. Похвалио је португалску Националну здравствену службу сматрајући је важним чиниоцем у освајању демократије.
Марселу Ребелу ди Соза се 23. јуна 2018. године, осећао непријатно и скрхано након посете светилишту Бом Жесус до Монте у Браги, у дану када су температуре биле близу 40 °C. Превезен је у болницу где је, након више прегледа, откривено да је инцидент узроковао нагли пад крвног притиска заједно са акутним гастроентеритисом. Касније истог дана отпуштен је из болнице и речено му је да се одмара неколико дана.
Дана 8. марта 2020. Марселу Ребелу ду Соза суспендовао је све своје јавне дужности и вратио се у своју приватну кућу у Каскаису, ушавши у добровољни карантински период од 14 дана након што је откривено да је група студената из Фелгуеираса, која је посетила Палату Белем неколико дана пре, такође стављена у карантин након што је у њиховој школи откривен позитиван случај КОВИД-19. Следећег дана је Марселу тестиран на вирус и вратио је негативан резултат; сам се појавио на балкону свог дома како би објавио резултат новинарима који су чекали испред. Упркос карантину он није суспендовао своје функције и наставио је да ради од куће. Други тест на вирус направљен је 17. марта, такође је био негативан резултат. Следећег дана се вратио у Палату Белем, али одржавао је друштвенеу праксу дистанцирања, спроводећи састанке Савета државе путем видеотелефонског система. Марселу је у потпуности наставио свој јавни дневни ред 23. марта 2020. године, примивши министра финансија, Марија
Сентена, на састанак у Палати Белем. Дана 7. априла 2020. Марселу Ребелу ди Соза открио је да је направио серолошки тест, који је вратио негативан резултат, па је закључио да у прошлости није био изложен вирусу.

## Лични живот
Дана 27. јула 1972. године Ребелу ди Соза се оженио Аном Кристином да Гама Каеиро да Мота Веига у жупи Сао Бенто до Мато у Евори. Невеста, рођена 4. јуна 1950. у жупи Сантос-о-Вељо у Лисабону, је ћерка Антониа да Мота Веиге и Марије Емилије да Гама Каеиро и бивша удовица Жоржеа Мануела Васала Сорс Лагрифа (7. мај 1948-2.фебруар 2005; унук мајке Мануела Антонија Васала е Силве). У наредним годинама, Соза и Мота Веига су добили двоје деце:
- Нуњо да Мота Веига Ребелу ди Соза (рођ. Сао Себастиао да Педреира, Лисабон, 8. августа 1973) и
- Софија да Мота Веига Ребелу ди Соза (рођ. Сао Себастиао да Педреира, Лисабон, 27. септембра 1976).

Пар се раздвојио 1980. године, али се нису никада развели. Соуза је као разлог за ово наводио своје чврсто опредељење ка римокатоличкој вери. Почео је да се виђа са бившом студенткињо Ритом Амарал Кабрал у 1980-им, која је у то време била његов колега предавач на Правном факултету Универзитета у Лисабону . Настављају са повременим виђањима, али живе одвојено.
Соза тврди да спава само четири до пет сати ноћу и да чита две књиге дневно. Навијач је сурфера на плажи Гуинхо у Каскаису, на португалској ривијери, и изјавио је да је љубитељ класичне музике, нарочито Ђузепеа Вердија.

## Награде и одликовања

### Национална одликовања

#### Председничке ознаке
- веза= Велики мајстор Часног одликовања Португала (2016 - данас)

#### Лична одликовања
- веза= Велики крст Ордена принца Хенрија (9. јун 2005) [33]
- веза= Командант Ордена светог Јакова од Мача (9. јун 1994)

### Страна одликовања
- веза= Носилац Ордена Агостиња Нетоа (6. март 2019) [34]
- веза= Велика звезда Одликовања части за заслуге Аустрији (18. јун 2019) [35]
- веза= Велика огрлица Ордена Леполда (22. октобар 2018) [36]
- веза= Велики крст Ордена Старе планине (30. јануар 2019)
- веза= 1. класа Ордена Амилкара Каблара (10. април 2017)
- веза=Огрлица Ордена за заслуге (30. март 2017)
- веза= Велика огрлица Ордена Бојаке (13.11.2017)
- веза= Велики крст Великог ордена краља Томислава Републике Хрватске (4. мај 2018)
- веза= Огрлица Ордена Нила (21. новембар 2016)
- веза= Огрлица Ордена крста Тера Мариана (10. април 2019) [37]
- веза= Велики крст Легије части Француске Републике (26. август 2016)
- веза= Велики крст Ордена Откупитеља Грчке (21. април 2017) [38]
- веза= Витешки велики крст са огрлицом Ордена за заслуге Италијанске Републике (29. новембар 2017) [39]
- веза= Велики крст Националног ордена Обале Слоноваче (2017)
- веза= Витез Ордена златног лава династије Насау Великог Војводства Луксембург (23. мај 2017)
- веза= Почасна носилац крста са огрлицом Националног ордена за заслуге Републике Малте (15. мај 2018) [40]
- Посебна класа чланова Ордена Мухамеда  Краљевина Мароко (27. јун 2016) [41]
- веза= Огрлица Ордена астечког орла (17. јул 2017) [42]
- веза= Витез Великог крста Ордена Холандског лава Краљевине Холандије (10. октобар 2017)
- веза= Огрлица Националног ордена за заслуге (Парагвај) (11. мај 2017)
- веза= Велики крст са дијамантима Ордена Сунце Перуа (25. фебруар 2019)
- веза= Велики крст Ордена Републике Србије (25. јануар 2017) [43]
- веза= Витезогрлице Ордена Изабеле Католичке Краљевина Шпанија (25. новембар 2016) [44]
- веза= Огрлица Ордена Карла III, Краљевина Шпанија (13. април 2018) [45]
- веза= Витез са огрлицом Ордена Пија IX, Град-држава Ватикан (Ватикан, 7. јул 2016) [46]